# Aronia prunifolia
Aronia prunifolia là loài thực vật có hoa trong họ Hoa hồng. Loài này được (Marshall) 8367+(pro sp.)+ mô tả khoa học đầu tiên năm 1938.

## Hình ảnh

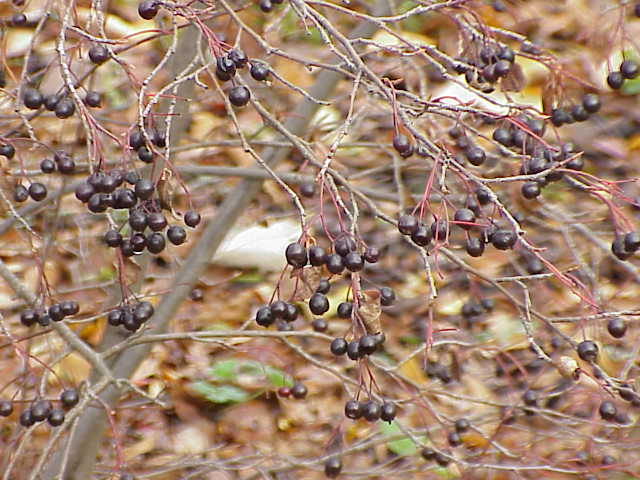
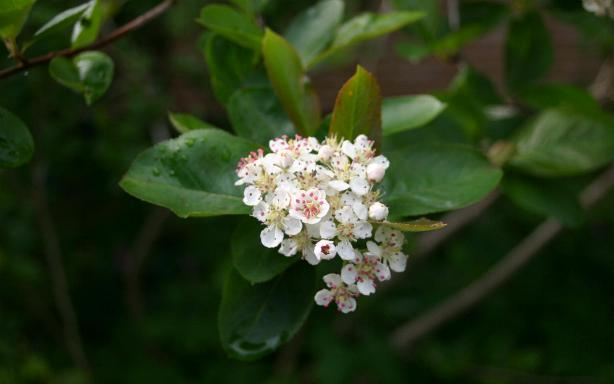
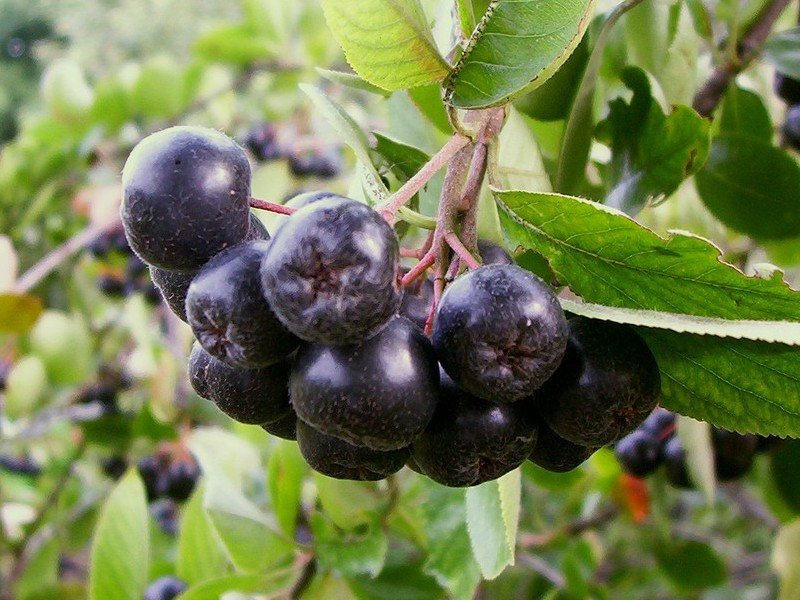